# Hertzsprung-Progression
Die Hertzsprung-Progression beschreibt einen Buckel in der Lichtkurve klassischer Cepheiden und ist benannt nach dem Autor der ersten wissenschaftlichen Beschreibung des Phänomens, Ejnar Hertzsprung.
Bei Population-I-Cepheiden mit Perioden kürzer als sechs Tagen kann kein Buckel in der in erster Näherung sinusförmigen Lichtkurve nachgewiesen werden. Ab einer Pulsationsperiode von sechs Tagen tritt der Buckel im absteigenden Ast der Lichtkurve auf. Mit ansteigender Periodendauer wandert der Buckel in Richtung des Maximums und seine Amplitude nimmt zu. Bei einer Periodendauer von circa zehn Tagen zeigt der Cepheide ein Doppelmaximum, da das reguläre Maximum und der Buckel fast zeitlich zusammenfallen. Bei noch längeren Perioden zeigt sich der Buckel im ansteigenden Ast der Lichtkurve, wobei die Amplitude allmählich wieder abnimmt. Die Störung der Lichtkurve kann auch in dem Verlauf der Radialgeschwindigkeiten aus den Spektrallinien nachgewiesen werden.
Als Ursache der Hertzsprung-Progression wird eine Stoßwelle angesehen, die in der Zone des pulsationsveränderlichen Sterns, in der der Kappa-Mechanismus wirkt, ausgelöst wird und in den Stern läuft. Sie wird von den dichteren Schichten im Sterninneren reflektiert und verursacht den Buckel in der Lichtkurve, wenn sie die Photosphäre des Cepheiden durchstößt. Die Hertzsprung-Progression kann zur Bestimmung der Masse des Cepheiden verwendet werden.